# Skindzierz
Skindzierz [ˈskind͡ʑeʂ] est un village polonais de la gmina de Korycin dans le powiat de Sokółka et dans la voïvodie de Podlachie. Il se situe à environ 12 kilomètres à l'est de Korycin, à 30 kilomètres au nord-ouest de Sokółka et à 45 kilomètres au nord de Białystok. 